# چلنج لیگ آسیا
چلنج لیگ آسیا (که قبلاً به عنوان جام پرزیدنت آسیا شناخته می‌شد، با نام اختصاری ای‌سی‌جی‌ال) یک رقابت سالانه فوتبال باشگاهی قاره‌ای است که توسط کنفدراسیون فوتبال آسیا (ای‌اف‌سی) برگزار می‌شود. این مسابقات عمدتاً بین باشگاه‌هایی از کشورهایی برگزار می‌شود که،بر اساس رده‌بندی مسابقات باشگاه‌های ای‌اف‌سی، جایگاه مستقیم در لیگ قهرمانان آسیا و لیگ قهرمانان آسیا ۲ را دریافت نکرده‌اند.
فصل ۲۵–۲۰۲۴ اولین نسخه خود را در قالب جدید رقم زد. برنده چلنج لیگ آسیا در صورتی که قبلاً از طریق عملکرد داخلی موفق نشده باشد، مستقیماً در مرحله گروهی فصل آینده لیگ قهرمانان آسیا ۲ حضور پیدا می‌کند.

## تاریخچه
| فصل              | قهرمان‌ها          |                  |
| جام پرزیدنت آسیا | جام پرزیدنت آسیا  | جام پرزیدنت آسیا |
| ---------------- | ----------------- | ---------------- |
| ۲۰۰۵             | ریگر تداز         |                  |
| ۲۰۰۶             | دوردوی دینامو (۲) |                  |
| ۲۰۰۷             | دوردوی دینامو (۳) |                  |
| ۲۰۰۸             | ریگر تداز (۲)     |                  |
| ۲۰۰۹             | ریگر تداز (۳)     |                  |
| ۲۰۱۰             | یاداناربون        |                  |
| ۲۰۱۱             | تایپاور           |                  |
| ۲۰۱۲             | استقلال دوشنبه    |                  |
| ۲۰۱۳             | بالکان            |                  |
| ۲۰۱۴             | اچ‌تی‌تی‌یو عشق‌آباد  |                  |
| چلنج لیگ آسیا    |                   |                  |
| ۲۵–۲۰۲۴          | آرقه‌داغ           |                  |

جام پرزیدنت آسیا ۲۰۰۵ به عنوان یک رقابت سطح سوم تأسیس شد تا باشگاه‌های کشورهای عضو کنفدراسیون فوتبال آسیا با رتبه پایین‌تر بتوانند در رقابت‌های قاره‌ای شرکت کنند.
در ۲۵ نوامبر ۲۰۱۳، کمیته مسابقات ای‌اف‌سی سال ۲۰۱۴ را به عنوان آخرین دوره مسابقات پیشنهاد کرد. از سال ۲۰۱۵، قهرمانان لیگ کشورهای نوظهور واجد شرایط شرکت در پلی آف مقدماتی ای‌اف‌سی کاپ بودند.
آخرین دوره در سال ۲۰۱۴ شاهد قهرمانی اچ‌تی‌تی‌یو عشق‌آباد با شکست ۲–۱ ریمیونگسو از کره شمالی بود و دومین تیم متوالی از ترکمنستان بود که برنده این رقابت‌ها شد.
در ۲۳ دسامبر ۲۰۲۲، اعلام شد که ساختار مسابقات ای‌اف‌سی نسبت به فرمت‌های تعیین شده از فصل ۲۵–۲۰۲۴ تغییر خواهد کرد. یک تورنمنت سطح سوم جدید به نام چلنج لیگ آسیا معرفی خواهد شد.
در ۲۴ مه ۲۰۲۴، ای‌اف‌سی اعلام کرد که و آمار و رکوردهای جام پرزیدنت آسیا به چلنج لیگ آسیا شناسایی و ادغام خواهند شد.

## فرمت
جواز حضور در این مسابقات به باشگاه‌هایی از کشورهای وابسته به ای‌اف‌سی بود که در گروه کشورهای نوظهور فوتبال آسیا قرار می‌گیرند، همان‌طور که در سند "Vision Asia" آنها ذکر شده است. کشورهایی که کشورهای توسعه یافته و در حال توسعه بودند به ترتیب وارد لیگ نخبگان آسیا و ای اف سی کاپ شدند. برای اینکه یک کشور نوظهور فوتبال آسیا تیمی به نمایندگی از آن در مسابقات داشته باشد، این کشور باید یک لیگ فوتبال قابل قبول داشته باشد. تیمی که نماینده یک کشور در یک فصل مسابقات است، مدافع عنوان قهرمانی لیگ‌های سطح بالای کشورهای شرکت کننده است.

### جام پرزیدنت آسیا

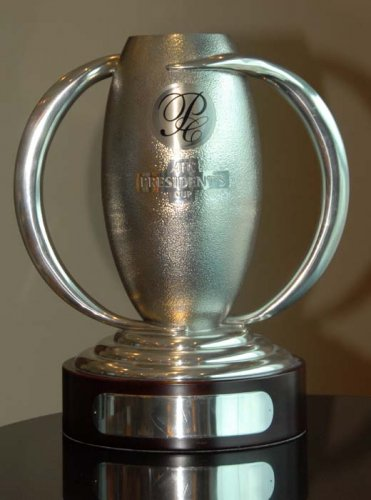
کاپ قهرمانی جام پرزیدنت آسیا

بین ۸ تا ۱۲ تیم در هر دوره از مسابقات شرکت کردند. از سال ۲۰۰۵ تا ۲۰۰۷، ۸ باشگاه در دو گروه ۴ تیمی قرار گرفتند. برندگان و نایب قهرمانان به مرحله نیمه نهایی صعود می‌کنند. همه مسابقات در یک کشور میزبان متمرکز برگزار شد.
از سال ۲۰۰۸ تا ۲۰۱۰، این مسابقات به ۱۱ باشگاه افزایش یافت. یک مرحله انتخابی ایجاد شد و ۱۱ باشگاه به سه گروه ۳ یا ۴ باشگاهی تقسیم شدند. هر گروه در کشور دیگری بازی می‌شد. سه برنده گروه و بهترین نایب قهرمانی در مرحله نهایی به میزبانی یک کشور دیگر راه یافتند.
از سال ۲۰۱۱ تا ۲۰۱۴، این مسابقات به ۱۲ باشگاه افزایش یافت. در مرحله مقدماتی، سه گروه ۴ باشگاهی وجود داشت. برندگان و نایب قهرمانان گروه به مرحله نهایی راه پیدا می‌کنند. این ۶ باشگاه به دو گروه ۳ نفره تقسیم می‌شوند. تیم‌های برتر هر گروه مستقیماً به فینال راه می‌یابند.
در نوامبر ۲۰۱۳، ای‌اف‌سی اعلام کرد که جام پرزیدنت آسیا ۲۰۱۴ آخرین دوره مسابقات خواهد بود. از سال ۲۰۱۵، قهرمانان لیگ کشورهای نوظهور فوتبال آسیا مجاز به شرکت در مرحله پلی آف مقدماتی ای‌اف‌سی کاپ شدند. دور مقدماتی جام ای‌اف‌سی کاپ ۲۰۱۶، با شکلی مشابه جام پرزیدنت آسیا (اما بدون مرحله نهایی)، در اوت ۲۰۱۵ برگزار شد که دو تیم را به پلی آف ای‌اف‌سی کاپ فرستاد.

### چلنج لیگ آسیا
در ۲۳ دسامبر ۲۰۲۲، اعلام شد که ساختار مسابقات باشگاهی آسیا از فرمت‌های تعیین شده تغییر خواهد کرد. بر اساس برنامه‌های جدید، رقابت‌های باشگاهی برتر فوتبال آسیا تنها با ۲۴ تیم تقسیم‌بندی شده به دو منطقه شرق و غرب برگزار می‌شود، در حالی که دسته دوم شامل ۳۲ تیم با همان فرمت خواهد بود. همچنین اعلام شد که یک رقابت سطح سوم نیز برای باشگاه‌هایی که نتوانستند به دو رقابت باشگاهی برتر راه پیدا کنند، آغاز می‌شود. در ۱۴ اوت ۲۰۲۳، تأیید شد که رقابت‌های جدید از فصل ۲۵–۲۰۲۴ به بعد با نام چلنج لیگ آسیا آغاز می‌شود.

## جوایز
با شروع فصل ۲۵–۲۰۲۴، توزیع جایزه به شرح زیر است:
| مرحله               | تیم‌ها | تعداد      | تعداد      |
| مرحله               | تیم‌ها | هر تیم     | مجموع      |
| ------------------- | ----- | ---------- | ---------- |
| فینال (قهرمان)      | ۱     | $۱٬۰۰۰٬۰۰۰ | $۱٬۰۰۰٬۰۰۰ |
| فینال (نایب قهرمان) | ۱     | $۵۰۰,۰۰۰   | $۵۰۰,۰۰۰   |
| نیمه نهایی          | ۴     | $۱۲۰,۰۰۰   | $۴۸۰,۰۰۰   |
| یک‌چهارم نهایی       | ۸     | $۸۰,۰۰۰    | $۶۴۰,۰۰۰   |
| مرحله گروهی         | ۱۸    | $۱۰۰,۰۰۰   | $۱,۸۰۰,۰۰۰ |
| مجموع               | ۱۸    | $۴,۴۲۰,۰۰۰ | $۴,۴۲۰,۰۰۰ |

## آمار و رکوردها

### فینال‌ها
| فصل                          | قهرمان                       | نتیجه                        | نایب قهرمان                  | ورزشگاه                                     | تماشاگران                    | منبع                         |
| جام پرزیدنت آسیا (۲۰۰۵–۲۰۱۴) | جام پرزیدنت آسیا (۲۰۰۵–۲۰۱۴) | جام پرزیدنت آسیا (۲۰۰۵–۲۰۱۴) | جام پرزیدنت آسیا (۲۰۰۵–۲۰۱۴) | جام پرزیدنت آسیا (۲۰۰۵–۲۰۱۴)                | جام پرزیدنت آسیا (۲۰۰۵–۲۰۱۴) | جام پرزیدنت آسیا (۲۰۰۵–۲۰۱۴) |
| ---------------------------- | ---------------------------- | ---------------------------- | ---------------------------- | ------------------------------------------- | ---------------------------- | ---------------------------- |
| ۲۰۰۵                         | ریگر تداز                    | ۳–۰                          | دوردوی دینامو                | ورزشگاه داسارات رانگاسالا, کاتماندو, نپال   | ۸,۰۰۰                        | [ ۱۶ ]                       |
| ۲۰۰۶                         | دوردوی دینامو                | ۲–۱ (وقت اضافه)              | وخش                          | ورزشگاه ساراواک, کوچینگ, مالزی              | ۵۰۰                          | [ ۱۷ ]                       |
| ۲۰۰۷                         | دوردوی دینامو                | ۲–۱                          | پلیس ماهندرا                 | ورزشگاه پنجاب, لاهور, پاکستان               | ۲,۰۰۰                        | [ ۱۸ ]                       |
| ۲۰۰۸                         | ریگر تداز                    | ۱–۱ (وقت اضافه, ۴–۳ پنالتی)  | دوردوی دینامو                | ورزشگاه اسپارتاک, بیشکک, قرقیزستان          | ۱۰,۰۰۰                       | [ ۱۹ ]                       |
| ۲۰۰۹                         | ریگر تداز                    | ۲–۰                          | دوردوی دینامو                | ورزشگاه متالورگ, تورسون‌زاده, تاجیکستان      | ۱۰,۰۰۰                       | [ ۲۰ ]                       |
| ۲۰۱۰                         | یاداناربون                   | ۱–۰ (وقت اضافه)              | دوردوی دینامو                | ورزشگاه تووونا, یانگون, میانمار             | ۲۳,۷۲۰                       | [ ۲۱ ]                       |
| ۲۰۱۱                         | تایوان پاور کمپانی           | ۳–۲                          | پنوم پن کراون                | ورزشگاه ملی, کائوهسیونگ, تایوان             | ۳,۲۳۸                        | [ ۲۲ ]                       |
| ۲۰۱۲                         | استقلال دوشنبه               | ۲–۱                          | مرکز شباب الامعری            | ورزشگاه سنترال ریپابلیکن, دوشنبه, تاجیکستان | ۱۹,۳۲۳                       | [ ۲۳ ]                       |
| ۲۰۱۳                         | بالکان                       | ۱–۰                          | کی آر ال                     | ورزشگاه هانگ جیبات, ملاکا, مالزی            | ۵۷۸                          | [ ۲۴ ]                       |
| ۲۰۱۴                         | اچ‌تی‌تی‌یو عشق‌آباد             | ۲–۱                          | ریمیونگسو                    | ورزشگاه سوگاتاداسا, کلمبو, سری لانکا        | ۲۰۰                          | [ ۲۵ ]                       |
| چلنج لیگ آسیا (۲۰۲۴–تاکنون)  |                              |                              |                              |                                             |                              |                              |
| ۲۵–۲۰۲۴                      | آرقه‌داغ                      | ۲–۱                          | سوی‌رینگ                      | ورزشگاه ملی مورودوک تکو, پنوم‌پن, کامبوج     | ۵۱,۶۱۰                       | [ ۲۶ ]                       |

### عملکرد باشگاهی
| باشگاه             | قهرمانی | نایب قهرمانی | سال قهرمانی      | سال نایب قهرمانی       |
| ------------------ | ------- | ------------ | ---------------- | ---------------------- |
| ریگر تداز          | ۳       | ۰            | ۲۰۰۵، ۲۰۰۸، ۲۰۰۹ |                        |
| دوردوی دینامو      | ۲       | ۴            | ۲۰۰۶، ۲۰۰۷       | ۲۰۰۵، ۲۰۰۸، ۲۰۰۹، ۲۰۱۰ |
| یاداناربون         | ۱       | ۰            | ۲۰۱۰             |                        |
| تایوان پاور کمپانی | ۱       | ۰            | ۲۰۱۱             |                        |
| استقلال دوشنبه     | ۱       | ۰            | ۲۰۱۲             |                        |
| بالکان             | ۱       | ۰            | ۲۰۱۳             |                        |
| اچ‌تی‌تی‌یو عشق‌آباد   | ۱       | ۰            | ۲۰۱۴             |                        |
| آرقه‌داغ            | ۱       | ۰            | ۲۵–۲۰۲۴          |                        |
| ختلان              | ۰       | ۱            |                  | ۲۰۰۶                   |
| پلیس ماهندرا       | ۰       | ۱            |                  | ۲۰۰۷                   |
| پنوم پن کراون      | ۰       | ۱            |                  | ۲۰۱۱                   |
| مرکز شباب الامعری  | ۰       | ۱            |                  | ۲۰۱۲                   |
| کی آر ال           | ۰       | ۱            |                  | ۲۰۱۳                   |
| ریمیونگسو          | ۰       | ۱            |                  | ۲۰۱۴                   |
| سوای‌رینگ           | ۰       | ۱            |                  | ۲۵–۲۰۲۴                |

### عملکرد کشوری
| کشور      | قهرمانی | نایب قهرمانی |
| --------- | ------- | ------------ |
| تاجیکستان | ۴       | ۱            |
| ترکمنستان | ۳       | ۰            |
| قرقیزستان | ۲       | ۴            |
| تایوان    | ۱       | ۰            |
| برمه      | ۱       | ۰            |
| کامبوج    | ۰       | ۲            |
| نپال      | ۰       | ۱            |
| کرهٔ شمالی | ۰       | ۱            |
| پاکستان   | ۰       | ۱            |
| فلسطین    | ۰       | ۱            |